# Erlöserkirche (Schengen)

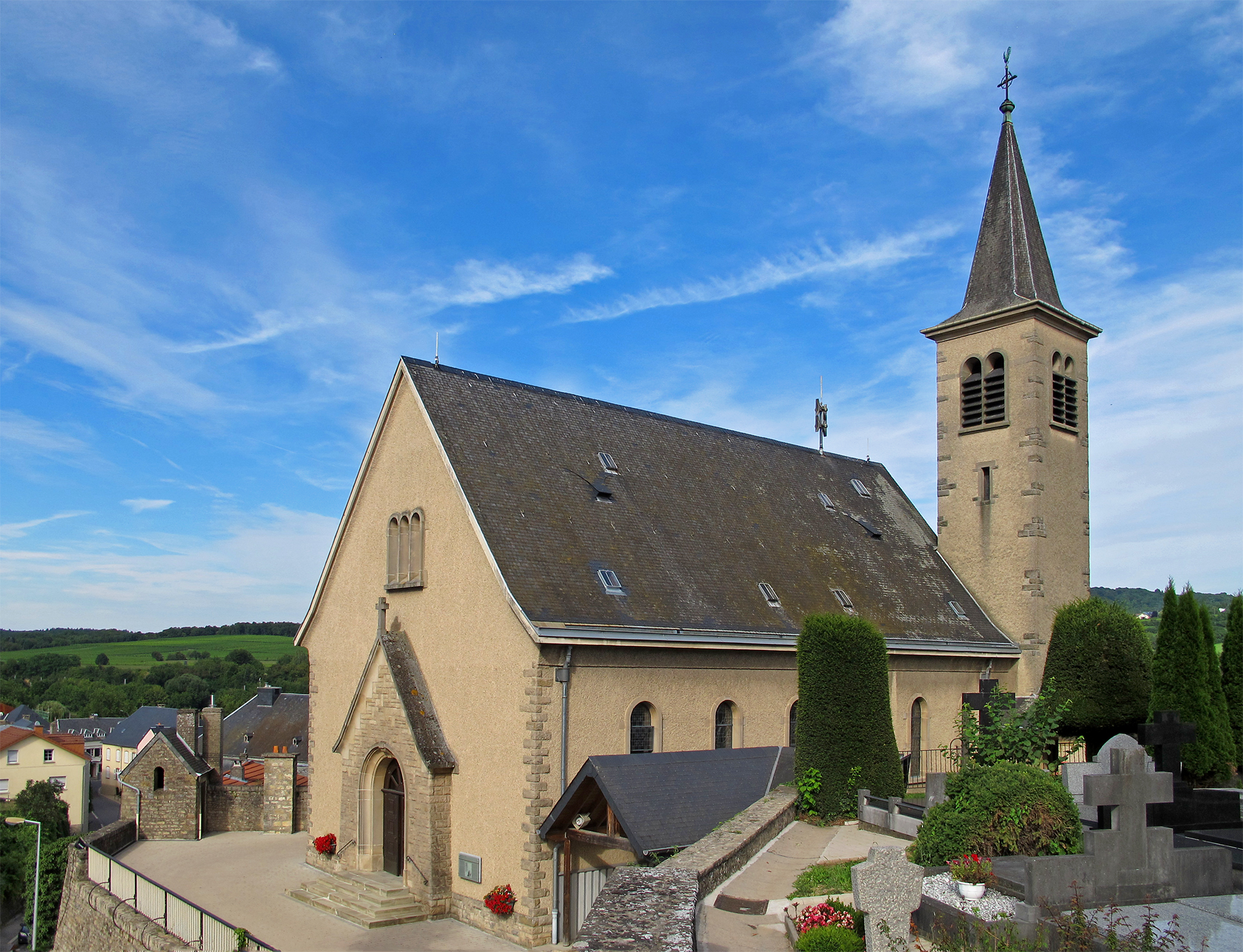
Erlöserkirche in Schengen

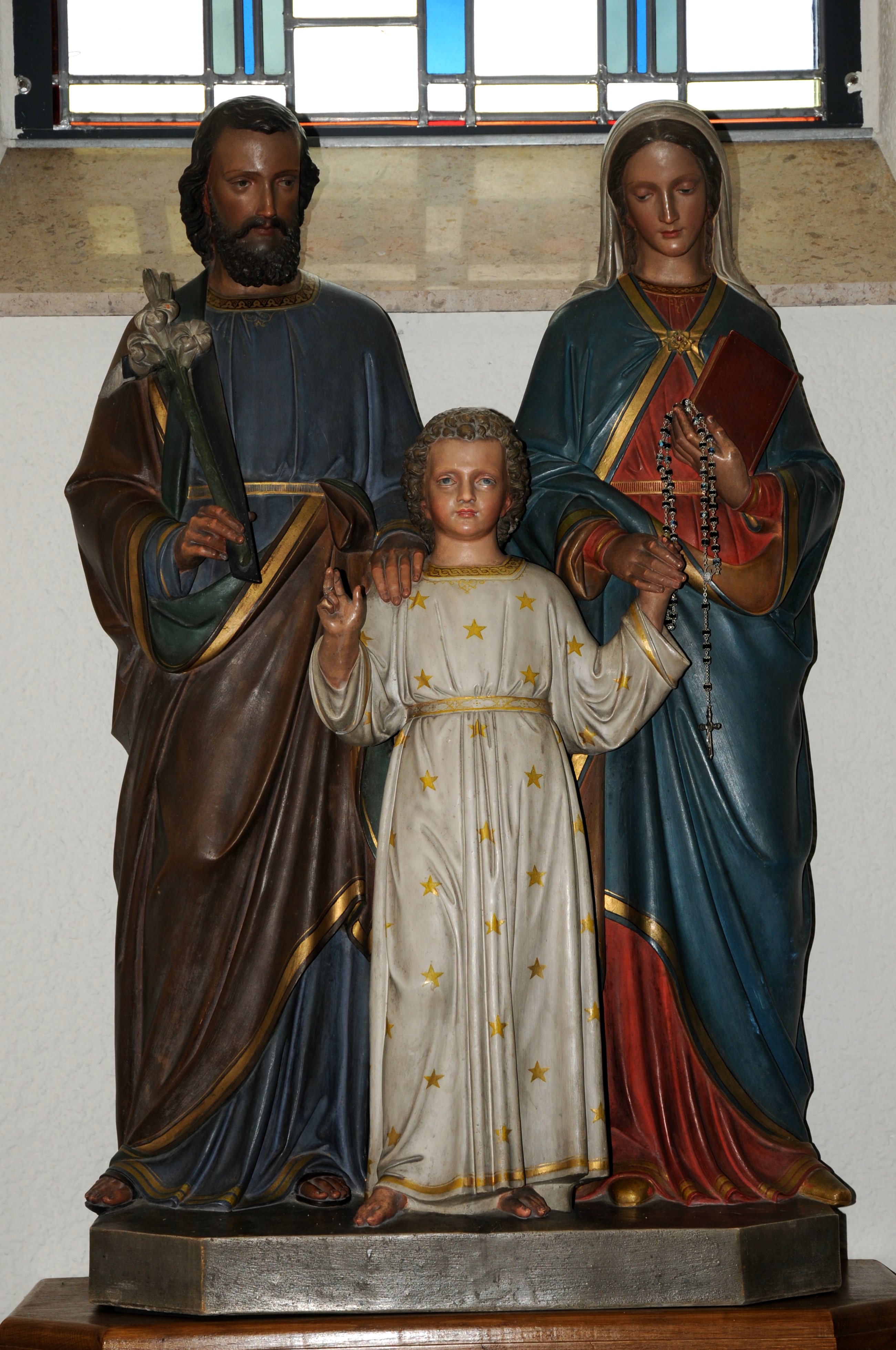
Darstellung der heiligen Familie

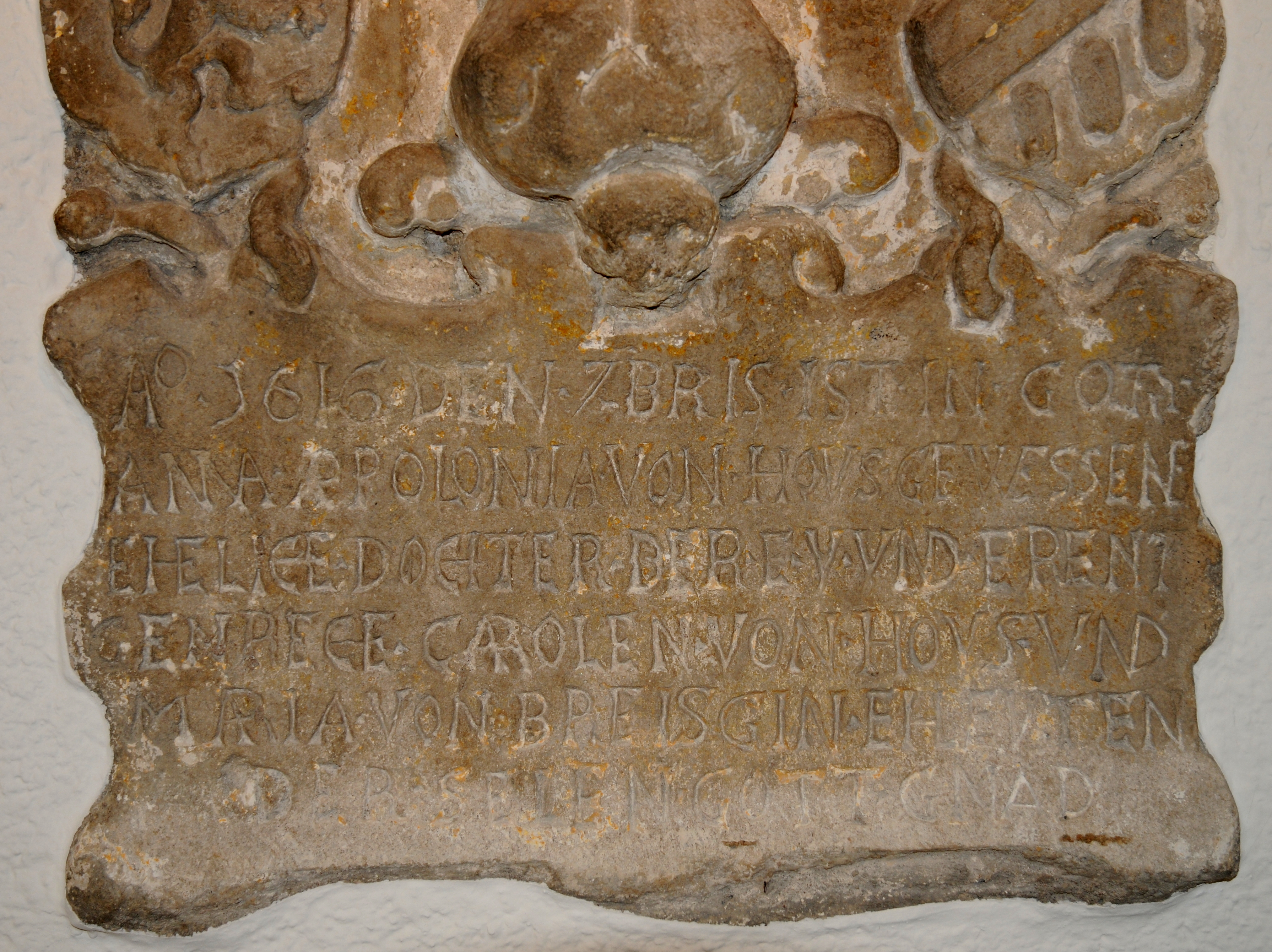
Teil des Sandstein-Epitaph von Anna-Appolonia

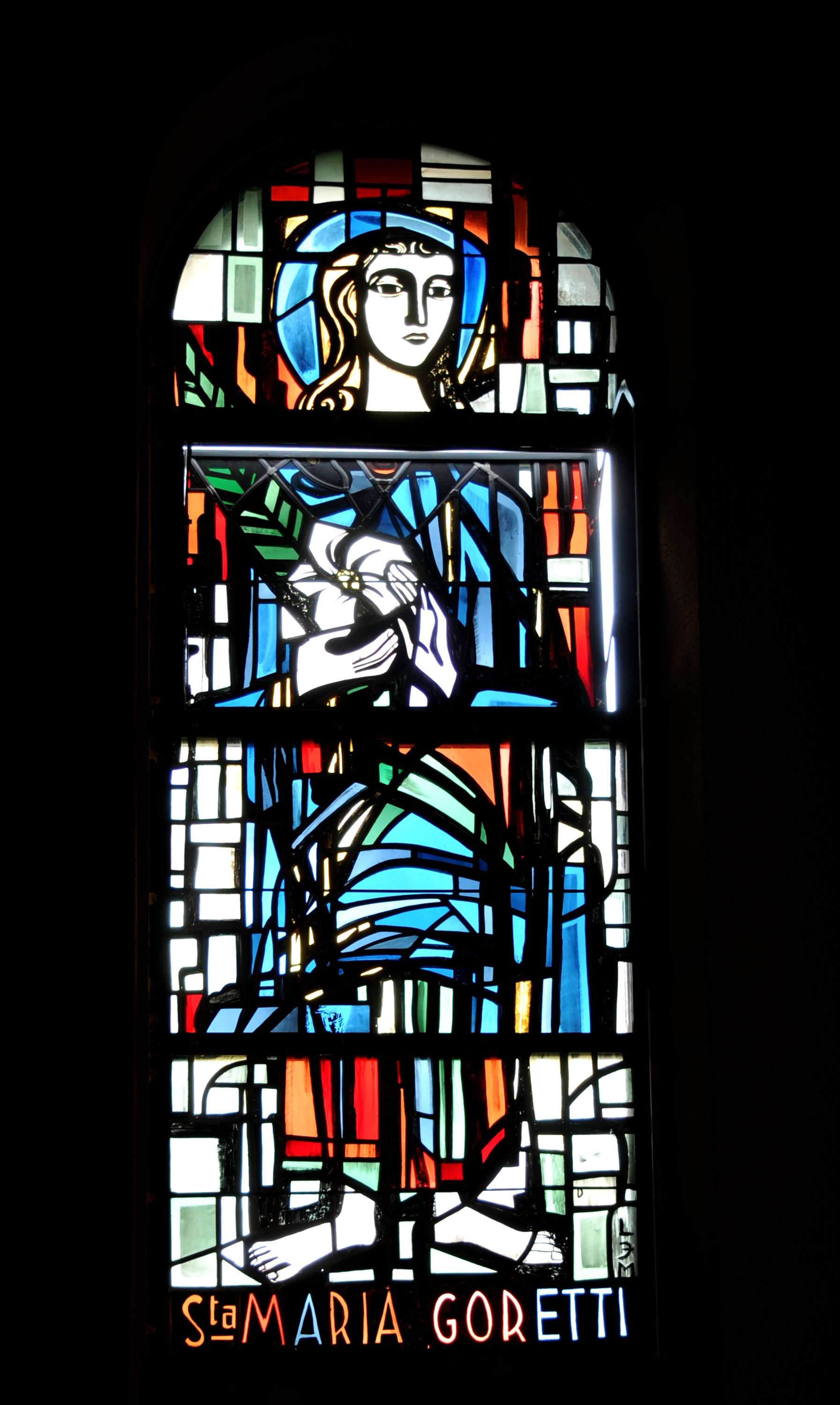
Darstellung von Maria Goretti

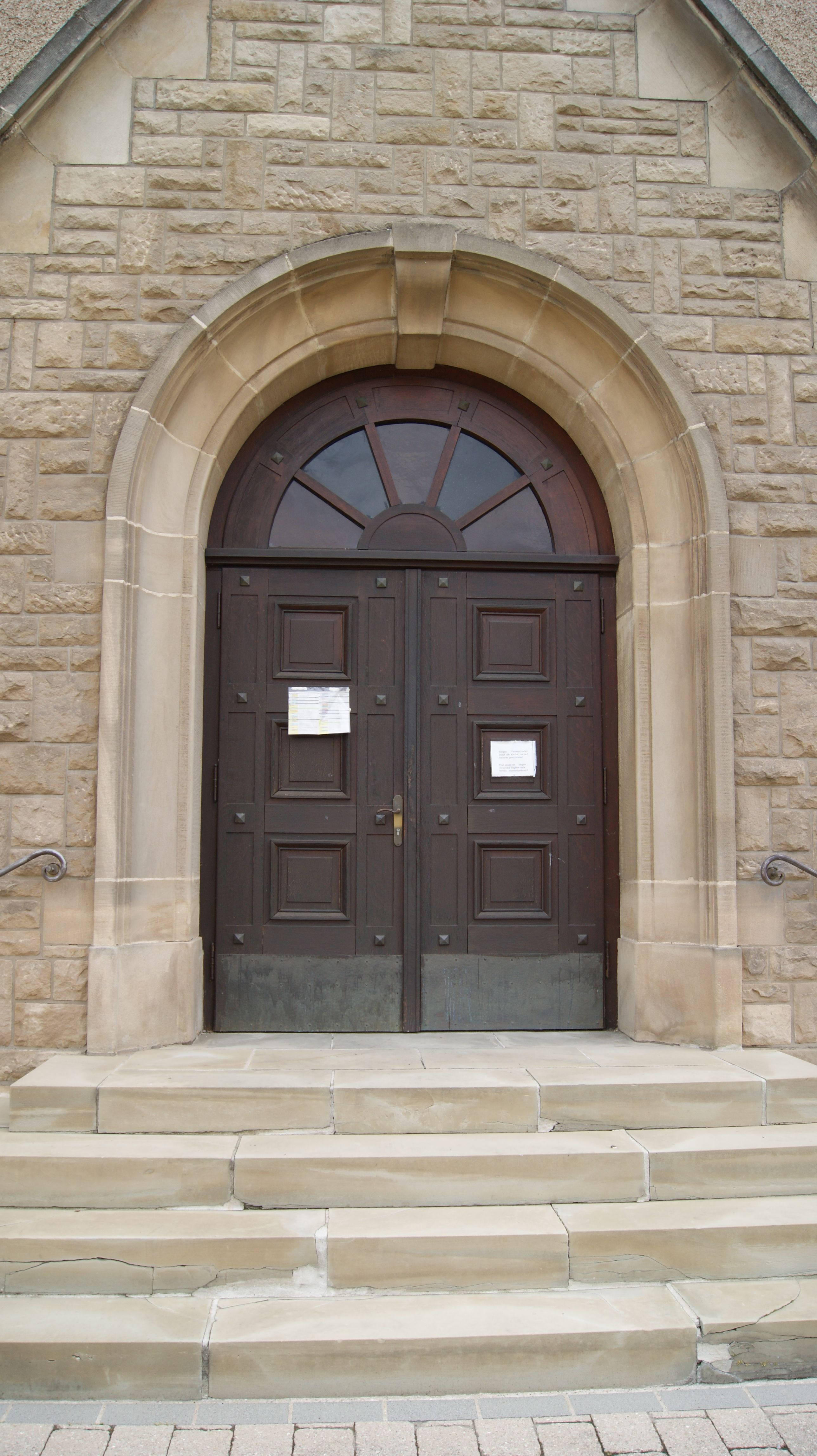
Haupteingang

Die römisch-katholische Erlöserkirche in Schengen (auch: St. Sauveur; lux.: Kierch vun Schengen; franz.: Église Saint-Sauveur) in Schengen gehört zur Pfarrei Schengen-Wellenstein (lux.: Schengen-Wellesteen), Pastoralregion Ost und damit zum Dekanat Remich und zum Erzbistum Luxemburg (lux.: Äerzbistum Lëtzebuerg), welches das gesamte Großherzogtum Luxemburg umfasst.
Der Schutzpatron der Kirche ist Jesus von Nazareth als Erlöser (Jesus, der Retter der Welt; lux.: Jesus, Erléiser vun der Welt; franz.: Saint-Sauveur; lat.: Salvator Mundi). Nebenpatronin der Kirche ist die hl. Lucia. Die Darstellung der Heiligen befindet sich an einem Pfeilern der Empore (links). Rechts ist eine Darstellung des hl. Nikolaus.

## Lage
Die Kirche steht in Schengen auf einer kleinen Anhöhe (Felsplateau). Neben der Kirche befindet sich der Friedhof. Eigentümer der Kirche ist die Gemeinde Schengen. Etwas unterhalb des Felsen führt die CR 152 (Wälstrooss) nach Bürmeringen an der Kirche vorbei.

## Geschichte
Am 2. November 1618 wurde in einer Urkunde erstmals eine Kapelle in Schengen benannt. 1807 wurde Schengen eine eigene Pfarrei, zuvor gehörte es zu Perl. Die bisherige Kapelle mit nur 63 m² wurde 1870 erweitert.
Am 29. Januar 1947 wurde das Gotteshaus durch einen Brand vollständig zerstört. Daraufhin wurde die Errichtung eines neuen Gotteshauses beschlossen und am 8. Mai 1949 an der Stelle, an der die alte Kirche stand, der Grundstein für eine neue Kirche gelegt. Diese wurde am 9. November 1950 von Bischof-Koadjutor Léon Lommel geweiht.
Anfang Juli 2018 brach in der Kirche wieder ein Feuer aus. Ein Beichtstuhl verbrannte und die Orgel wurde beschädigt.

## Gebäude
Das Gebäude der heutigen Kirche wurde nach den Plänen von Etienne Galowich ausgeführt.

### Außen
Die Kirche ist von Nordwesten nach Südosten ausgerichtet, wobei sich der Chor, die Sakristei und der angebaute Kirchturm südwestlich befinden. Das Haupteingangsportal befindet sich nordwestlich in Richtung zur CR 152 (Wälstrooss).

### Innen
Die Altäre, das Altarkreuz und das Taufbecken wurden von Etienne Galowich geplant und aus Marmor hergestellt. Im Inneren der Kirche ist das Passionskreuz und ein Bronzekorpus einer Darstellung von Christus von Colruyt zu erwähnen.
Das Sandstein-Epitaph von Anna-Appolonia von Housse († 7. Oktober 1616), Tochter von Karl Housse und Maria Breisign, erinnert an das als Baby verstorbene Kind, das der Legende nach kurz nach seiner Geburt bereits reden konnte und den Wunsch geäußert habe, sofort getauft zu werden, bevor es kurz danach verstarb.
Unter der Empore wurde in der Nische der ursprünglichen Taufkapelle anlässlich des 25. Jahrestages der Unterzeichnung der Schengener Abkommens eine Ikone der Luxemburger Künstlerin C. Zeimes mit den Schutzpatronen Europas angebracht. Die Ikone zeigt (von links gesehen):
- hl. Benedikt von Nursia;
- hl. Katharina von Siena;
- das Brüderpaar Method von Saloniki und Kyrill von Saloniki mit der Tafelinschrift: Im Anfang war das Wort (Joh 1,1) in kyrillischem Alphabet;
- hl. Edith Stein und die hl. Birgitta von Schweden

Über den sechs Heiligengestalten thront die Jungfrau Maria mit dem Jesuskind umrahmt von den zwölf Sternen Europas.
Neben dem Treppenaufgang zur Empore befinden sich geschnitzten Darstellungen der hl. Elisabeth (rechts) und des hl. Franziskus (links), ein Geschenk des ehemaligen Klosters in Schengen (2010). Rechts daneben ist eine Abendmahlszene aus dem Altar der alten Schengener Kirche zu sehen.

### Glasfenster
Die Glasfenster der Kirche wurden von Franz Gillen geschaffen. Die Glasfenster zeigen Heilige: die hl. Barbara, die hl. Theresia von Lisieux, die hl. Anna, die hl. Lucia von Syrakus, die hl. Maria Goretti, den hl. Aloysius Gonzaga, Johannes der Täufer, Josef von Nazareth mit Jesus, den hl. Willibrord, die hl. Nikolaus von Myra und die hl. Cäcilia von Rom sowie Fenster mit geometrischen Ornamenten.